# Síla Sibiře

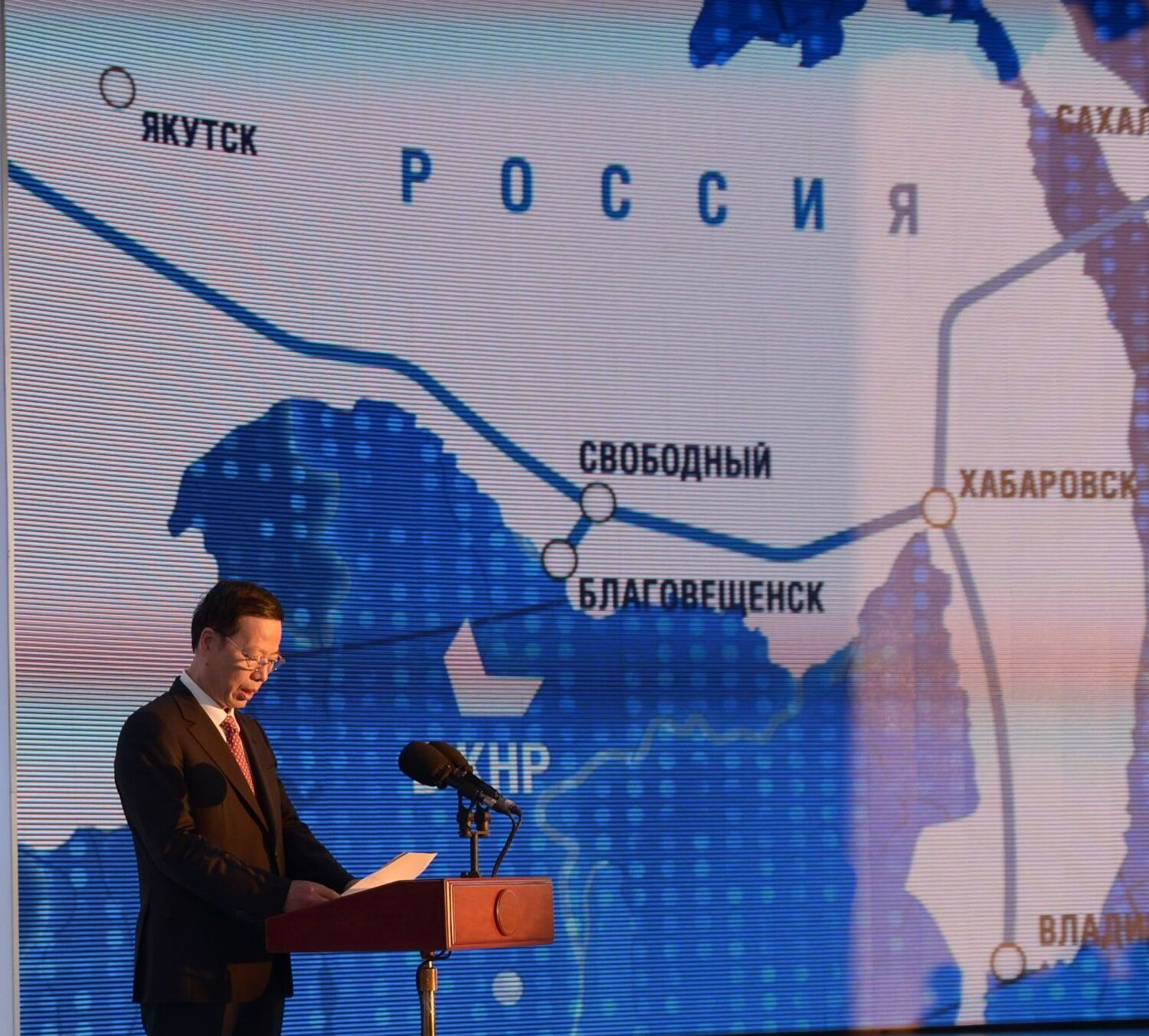
Mapa plynovodu

Síla Sibiře (rusky Сила Сибири – Sila Sibiri) je plynovod na ruském Dálném východě. Od roku 2019 vede zemní plyn ze Sachy a z Irkutské oblasti k pobřeží Tichého oceánu, přičemž částečně vede souběžně s ropovodem Východní Sibiř – Tichý oceán. Slouží k vývozu ruského zemního plynu z jižních nalezišť v Jakutsku do Čínské lidové republiky. Připravovaný projekt Síla Sibiře 2 by měl vést ze severních nalezišť na poloostrově Jamal (odkud odebírala plyn do roku 2022 Evropa) přes Mongolsko do Číny.

## Historie
O stavbě plynovodu Síla Sibiře 1 bylo rozhodnuto v roce 2014 v souvislosti s uzavřením třicetileté smlouvy mezi oběma státy na odběr plynu v objemu 38 miliard kubických metrů ročně. Jde o projekt v celkové hodnotě 55 miliard dolarů. Stavbu plynovodu Síla Sibiře 1 slavnostně zahájili dne 1. září 2014 u jakutské obce Us Chatyn ruský prezident Vladimir Putin a čínský vicepremiér Čang Kao-li.
Přeprava plynu do Číny by byla zahájena od roku 2019. Plynovod má celkovou délku bezmála čtyři tisíce kilometrů a kapacitu 61 miliard krychlových metrů plynu ročně. Hlavní část začíná u Čajandinského ložiska a vede přes Blagověščensk do Chabarovska, odkud vede společně s plynovodem Sachalin – Chabarovsk – Vladivostok do Vladivostoku.

#### Síla Sibiře 2
O projektu Síla Sibiře 2 se začalo hovořit již koncem 90. let 20. století pod názvem Altaj, kdy ho oznámil Vladimir Putin během návštěvy Číny na jaře 2006. Má jít o plynovod  K projektování došlo až o 14 let později a původní trasa přes Kazachstán se změnila přes Mongolsko. V Číně by se měl napojit na plynovod Východ–Západ vedoucí až do Šanghaje. Vladimir Putin na začátku roku 2023 Číně oznámil, že výstavba plynovodu Síla Sibiře 2 je ve „vysokém stadiu přípravy“ a přislíbil dodávky 100 miliard m3 plynu ročně, ale Čína projekt nepodepsala. Výstavba a spuštění plynovodu by mělo trvat 6 až 10 let. Na konci roku 2023 Čína požádala o další „hluboké slevy“ a požaduje, aby celý projekt zaplatilo Rusko (odhadované náklady 100 miliard dolarů), protože nechce nést žádná rizika, a protože je Čína kvůli ruské válce na Ukrajině v silnější vyjednávací pozici než Rusko. Zahájení stavby je očekáváno nejdříve v roce 2024 i kvůli neuzavřeným jednáním o daních a poplatcích s Mongolskem, ale dohoda vázne i na představách o cenách plynu a nákladech na přepravu mezi Ruskem a Čínou.

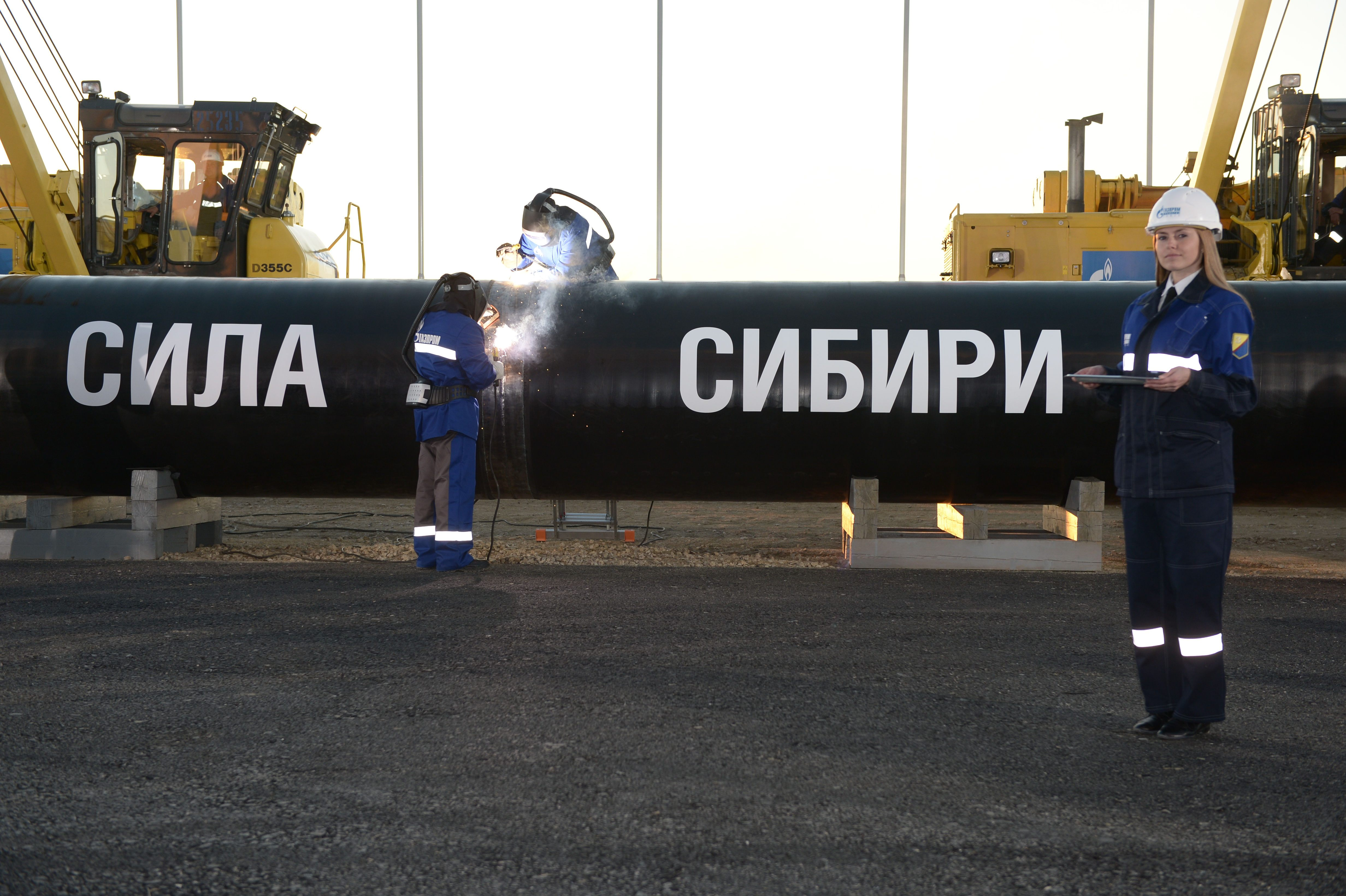
Slavnostní akt svaření prvního dílu potrubí plynovodu dne 1. září 2014

## Provoz plynovodu
Provoz plynovodu slavnostně zahájili prostřednictvím telemostu prezidenti Ruské federace a Čínské lidové republiky Vladimir Putin a Si Ťin-pching v pondělí 2. prosince 2019. Provoz byl zahájen na úseku dlouhém 2157 km. Po dokončení má být plynovod Síla Sibiře 1 ještě asi o tisíc kilometrů delší.
V roce 2023 by Rusko mělo plynovodem Síla Sibiře 1 dopravit do Číny asi 22 miliard m3 zemního plynu (což je asi osmina dřívějšího vývozu Gazpromu do Evropy, který dosahoval 170 až 180 miliard m3 ročně). Projektovanou kapacitu 38 miliard m3 by měl dosáhnout v roce 2025. Cena plynu pro Čínu je v roce 2023 na úrovni 46 % ceny pro EU a Turecko (271,6 USD za tisíc m3 proti 481,7 USD).